# Aardbeving Noord-Anatolië 1668
Op 17 augustus 1668 werd Noord-Anatolië tegen het eind van de ochtend getroffen door een zware aardbeving met een geschatte magnitude van 7.8–8.0 Ms en een maximale intensiteit van IX op de schaal van Mercalli. Het epicentrum van de beving bevond zich op de zuidoever van het Ladikmeer, circa vijftig kilometer ten zuiden van de stad Samsun. De beving veroorzaakte grote schade in een uitgestrekt gebied dat reikte van Bolu in het westen tot Erzincan in het oosten en leidde tot 8000 doden. Deze aardbeving is, voor zover bekend, de zwaarste die  Turkije heeft getroffen.

## Tectonische context
Noord-Anatolië ligt grotendeels op een transformbreuk die de grens vormt tussen de Anatolische Plaat en de Euraziatische Plaat. Ten opzichte van de Euraziatische Plaat wordt de Anatolische Plaat naar het westen geduwd door de noordwaartse beweging van de Arabische Plaat. Deze beweging manifesteert zich in de Noord-Anatolische Breukzone, een dextrale (rechts-laterale) transformbreukzone. Deze 1200−1500 km lange breukzone strekt zich uit van het Karlıova drieplatenpunt in het oosten tot de Egeïsche Zee in het westen. De Noord-Anatolische Breukzone wordt gevormd door verschillende afzonderlijke segmenten. Verschuivingen in delen van deze breukzone hebben geleid tot een groot aantal verwoestende aardbevingen. Deze aardbevingen vormen reeksen, die over een periode van vele decennia, een overwegend westwaarts patroon vertonen. De recentste aardbevingenreeks begon met die van Erzincan in 1939, gevolgd door zware aardbevingen in 1942, 1943, 1944, 1949, 1951, 1957, 1966, 1967, 1992 en twee in 1999.

## Aardbeving
Uit historische bronnen blijkt dat de beving van 17 augustus werd voorafgegaan door een aantal voorschokken langs het westelijke deel van de ruptuurzone. De hoofdschok was zeer zwaar en had een geschatte magnitude van 7,8 Ms (gebaseerd op de omvang van het gebied waar de beving een intensiteit van VI MMI of hoger bereikte) tot 8,0 Ms (op basis van de geïnterpreteerde ruptuurlengte). De geschatte ruptuurlengte varieert van 380 km tot 600 km. In Tokat werd gemeld dat er zes maanden na de aardbeving nog naschokken voelbaar waren.
De aardbeving van 1668 wordt gezien als de eerste in een reeks van aardbevingen langs de Noord-Anatolische Breukzone, waaronder die van 1719, 1754, 1766, 1859 en 1893, die tot in de 19e eeuw een overwegend westwaartse trend vertoonden.

## Schade en slachtoffers
De stad Bolu, meer dan 360 km westelijk van het epicentrum, werd nagenoeg volledig verwoest en had 1800 doden te betreuren. Ook oostelijk van het epicentrum werd rond de breukzone zware schade en circa 6000 doden gemeld in het gebied tussen Merzifon (provincie Amasya) en Niksar (provincie Tokat. Tot in Erzincan, in het uiterste oosten werd nog schade gemeld, evenals in verschillende plaatsen langs de Zwarte Zeekust. De muren en torens van het kasteel van Samsun liepen schade op en delen van het gebouw "werden afgebroken".